# WJBL 1999-2000
WJBL 1999-2000（第1回Wリーグ）は、1999年から2000年にかけて開催された女子バスケットボールリーグであり、Wリーグの最初のシーズン。シャンソン化粧品が日本リーグ時代から続く連覇記録を10に延ばした。

## 参加チーム

### Wリーグ
- シャンソン化粧品シャンソンVマジック
- ジャパンエナジーJOMOサンフラワーズ
- トヨタ自動車アンテロープ
- デンソーアイリス
- 三菱電機コアラーズ
- 日立戸塚レパード
- 三井生命ファルコンズ
- 三洋電機サンシャインズ

### W1リーグ
- 富士通レッドウェーブ
- 第一勧業銀行DKBハーティーズ
- 甲府クィーンビーズ（日立甲府からチーム名変更）
- 日本航空JALラビッツ
- 富士銀行ダイナミクス
- 日立那珂スクァレルズ
- 広島銀行ブルーフレイムズ
- 東京三菱銀行ゴールデンイーグルス

## 結果

### Wリーグ

#### レギュラーリーグ順位
| 順位 | チーム名                            | 成績    | 勝率 |
| ---- | ----------------------------------- | ------- | ---- |
| 1    | シャンソン化粧品シャンソンVマジック | 20勝1敗 | .952 |
| 2    | ジャパンエナジーJOMOサンフラワーズ  | 19勝2敗 | .905 |
| 3    | 三菱電機コアラーズ                  | 14勝7敗 | .667 |
| 4    | トヨタ自動車アンテロープ            | 12勝9敗 | .571 |
| 5    | デンソーアイリス                    | 9勝12敗 | .429 |
| 6    | 日立戸塚レパード                    | 5勝16敗 | .238 |
| 7    | 三井生命ファルコンズ                | 4勝17敗 | .190 |
| 8    | 三洋電機サンシャインズ              | 1勝20敗 | .048 |

#### プレーオフ
ファイナル
| 戦 | 勝者                                                        | スコア | 敗者                                         |
| -- | ----------------------------------------------------------- | ------ | -------------------------------------------- |
| 1  | シャンソン化粧品シャンソンVマジック （レギュラーリーグ1位） | 81-65  | ジャパンエナジーJOMOサンフラワーズ （同2位） |
| 2  | シャンソン化粧品シャンソンVマジック （レギュラーリーグ1位） | 75-82  | ジャパンエナジーJOMOサンフラワーズ （同2位） |
| 3  | シャンソン化粧品シャンソンVマジック （レギュラーリーグ1位） | 63-60  | ジャパンエナジーJOMOサンフラワーズ （同2位） |
| 4  | シャンソン化粧品シャンソンVマジック （レギュラーリーグ1位） | 84-65  | ジャパンエナジーJOMOサンフラワーズ （同2位） |

#### 最終順位
| 順位 | チーム名                            |
| ---- | ----------------------------------- |
| 1    | シャンソン化粧品シャンソンVマジック |
| 2    | ジャパンエナジーJOMOサンフラワーズ  |
| 3    | 三菱電機コアラーズ                  |
| 4    | トヨタ自動車アンテロープ            |
| 5    | デンソーアイリス                    |
| 6    | 日立戸塚レパード                    |
| 7    | 三井生命ファルコンズ                |
| 8    | 三洋電機サンシャインズ              |

### W1リーグ
| 順位 | チーム名                         | 成績    | 勝率 |
| ---- | -------------------------------- | ------- | ---- |
| 1    | 第一勧業銀行DKBハーティーズ      | 13勝1敗 | .929 |
| 2    | 日本航空JALラビッツ              | 12勝2敗 | .857 |
| 3    | 甲府クィーンビーズ               | 8勝6敗  | .571 |
| 4    | 富士通レッドウェーブ             | 7勝7敗  | .500 |
| 5    | 富士銀行ダイナミクス             | 7勝7敗  | .500 |
| 6    | 日立那珂スクァレルズ             | 5勝9敗  | .357 |
| 7    | 広島銀行ブルーフレイムズ         | 3勝11敗 | .214 |
| 8    | 東京三菱銀行ゴールデンイーグルス | 1勝13敗 | .071 |

## WJBLアウォード

### Wリーグ
| 部門                      | 受賞者     | チーム           |
| ------------------------- | ---------- | ---------------- |
| MVP                       | 永田睦子   | シャンソン化粧品 |
| ルーキー・オブ・ザ イヤー | 該当者なし | 該当者なし       |
| コーチ・オブ・ザ・イヤー  | 石川猛     | 三菱電機         |

ベスト5
| ポジション         | 受賞者   | チーム           |
| ------------------ | -------- | ---------------- |
| ガード             | 三木聖美 | シャンソン化粧品 |
| ガードフォワード   | 大山妙子 | ジャパンエナジー |
| フォワード         | 永田睦子 | シャンソン化粧品 |
| センターフォワード | 加藤貴子 | シャンソン化粧品 |
| センター           | 濱口典子 | ジャパンエナジー |